# Microdon marmoratum
Microdon marmoratum är en tvåvingeart som beskrevs av Jacques-Marie-Frangile Bigot 1884. Microdon marmoratum ingår i släktet myrblomflugor, och familjen blomflugor. Inga underarter finns listade i Catalogue of Life.